# Mafa (Sprache)
Das Mafa (oder mofa, matakam) ist eine tschadische Sprache, die in Nord-Kamerun im Departement Mayo-Tsanaga sowie in Nigeria im Bundesstaat Borno gesprochen wird.

## Klassifikation
Das Mafa ist eine tschadische Biu-Mandara-Sprache und zählt wie die anderen Sprachen der tschadischen Sprachgruppe zur Sprachfamilie der afroasiatischen Sprachen.

## Phonologie
Die Phonologie des Mafa ist eine typische für die tschadischen Sprachen.

### Vokale
Lange Vokale existieren in begrenzter Zahl.

### Tonsprache
Das Mafa ist eine Tonsprache. Es hat zwei verschiedene Tonstufen: Hoch und Tief.